# Nasobates spinosus
Nasobates spinosus är en kvalsterart som beskrevs av Tyler A. Woolley 1966. Nasobates spinosus ingår i släktet Nasobates och familjen Nasobatidae. Inga underarter finns listade i Catalogue of Life.